# Brandon Walters
Brandon Walters (Chattanooga, 19 gennaio 1995) è un cestista statunitense.

## Palmares
- Coppa Italia LNP: 1

APU Udinese: 2022